# Brüder Ismaning
Die Brüder Ismaning sind ein 2014 gegründetes Frauen-Beachhandballteam aus Ismaning und zählen zu den deutschen Spitzenteams sowie Vorreitern der Sportart. Mit drei deutschen Meistertiteln in den Jahren 2014, 2016 und 2017 gelten sie derzeit als das erfolgreichste weibliche Beachhandballteam Deutschlands und gehören in die Top 5 Europas.

## Geschichte
Die Brüder entstanden im Frühjahr 2014. Die damalige A-Jugend-Bundesligamannschaft des TSV Ismaning suchte mit seinem Trainerteam eine Möglichkeit auch nach Beendigung der Hallensaison mit der gleichen Besetzung weiter zu spielen. Der Beachhandball eignete sich dazu perfekt und man spielte im Sommer 2014 zwei Turniere.
Eine Wildcard des Deutschen Handballbundes ermöglichte den Brüdern die Teilnahme an der Deutschen Beachhandballmeisterschaft 2014 in Wildeshausen. Dort verlor die Mannschaft kein Spiel und wurde mit einem Sieg im rein bayerischen Endspiel gegen die Caipiranhas Erlangen Deutscher Meister im Beachhandball der Frauen.
Es folgte 2014 noch die erste Teilnahme für Deutschland am EHF Beach Handball Champions Cup, den man mit einem vierten Platz abschloss. Seitdem spielen die Brüder nationale und internationale Wettkämpfe im Beachhandball. Einige Spielerinnen wurden mehrmals für die Nationalmannschaft nominiert und werben seitdem auch in den Medien für die Sportart Beachhandball. Trainer Alexander Novakovic (bis Januar 2019) ist im Februar 2015 vom Deutschen Handballbund zum Nationaltrainer für Beachhandball berufen worden. Trainer Manfred Königsmann war 2017 und 2018 Trainer am Landesstützpunkt Beachhandball in Bayern.

## Namensgebung
Der Ursprung des Teamnamens Brüder Ismaning ist ungeklärt. In einem Interview mit der Hildesheimer Allgemeinen Zeitung wurde erklärt, dass auf Freiluftturnieren oftmals lustige Namen als Gag entstehen.

## Erfolge
- Deutscher Meister 2014[1], 2016[5], 2017[6] 2024
- Deutscher Vizemeister 2015[7]
- EHF Champions Cup 2014 (4.)[8], 2015 (5.)[9], 2016 (11.)[10], 2017 (4.)[11], 2022 (5.)[12], 2023 (13.)
- Bayerischer Meister 2018
- Sieger der German Beach Tour 2018

## Kader
| Nr. | Nat.          | Name                   | Position                            | Geburtsjahr | Größe  | seit               | Indoor Verein       | Länderspiele Beachhandball |
| --- | ------------- | ---------------------- | ----------------------------------- | ----------- | ------ | ------------------ | ------------------- | -------------------------- |
| 1   | Deutsche      | Elisabeth Gschwendtner | Goalkeeper                          | 1995        | 1,77 m | 2014               | TSV Ismaning        | 8 (Damen A)                |
| 2   | Deutsche      | Magdalena Frey         | Goalkeeper                          | 1997        | 1,80 m | 2014               | TSV Haunstetten     | 28 (U19, Damen A)          |
| 3   | Deutsche      | Patricia Contro        | Goalkeeper                          | 1995        | 1,70 m | 2016               | HSG Würm-Mitte      |                            |
| 4   | Deutsche      | Alexandra Müller       | Defense (ab 2022 auch Trainerin)    | 1995        | 1,70 m | 2014               | HSG Würm-Mitte      | 8 (Damen A)                |
| 5   | Deutsche      | Kirsten Walter         | Left Wing                           | 1996        | 1,73 m | 2014               | HCD Gröbenzell      | 28 (U19, Damen A)          |
| 6   | Deutsche      | Helena Lorenz          | Left/Right Wing                     | 1996        | 1,73 m | 2014               | TSV Ismaning        |                            |
| 8   | Deutsche      | Franziska Stumpf       | Pivot                               | 1996        | 1,69 m | 2014               | TSV Ismaning        |                            |
| 9   | Deutsche      | Melanie Leitl          | Left Wing/Specialist                | 1996        | 1,72 m | 2014               | TSV Ismaning        | 8 (U19)                    |
| 10  | Deutsche      | Stephanie Oberhuber    | Defense                             | 1987        | 1,72 m | 2016               | TSV Ismaning        |                            |
| 11  | Deutsche      | Saskia Putzke          | Specialist                          | 1995        | 1,72 m | 2017               | SG H2Ku Herrenberg  |                            |
| 12  | Deutsche      | Verena Gangnus         | Right Wind/Defense                  | 1996        | 1,68 m | 2014               | HSG Würm-Mitte      | 8 (U19)                    |
| 13  | Deutsche      | Amelie Bayerl          | Specialist/Pivot                    | 1998        | 1,80 m | 2014               | ESV 1927 Regensburg |                            |
| 14  | Deutsche      | Christine Königsmann   | Right Wing (ab 2021 auch Trainerin) | 1996        | 1,72 m | 2014               | TSV Haunstetten     | 16 (U19, Damen A)          |
| 18  | Deutsche      | Sarah Irmler           | Left Wing                           | 1997        | 1,72 m | 2017               | TSV Haunstetten     |                            |
| 20  | Deutsche      | Lisa Frank             | Allr                                | 1995        | 1,69 m | 2016               | TSV Ismaning        |                            |
| 23  | Argentinierin | Fernanda Roverta       | Left/Right Wing, Pivot              | 1989        | 1,73 m | 2017               | TSV Ismaning        | 30 (Argentinien)           |
|     | Deutscher     | Alexander Novakovic    | Trainer                             | 1984        | 1,98 m | 2014 (bis 11/2018) | TSV Ismaning        | 50 (als Trainer)           |
|     | Deutscher     | Manfred Königsmann     | Trainer                             | 1964        | 1,82 m | 2014 (bis 11/2022) | TSV Ismaning        | 15 (als Trainer)           |

## Jugendarbeit und Werbung
Die Brüder engagieren sich in der Beachhandball-Jugendarbeit für den südlichen Raum in Bayern. Ein Beachhandballstützpunkt ermöglicht es talentierten Jugendlichen unter der Anleitung von Spielerinnen und der Trainer der Mannschaft zu trainieren, in den Pfingst- bzw. Sommerferien finden Feriencamps – sog. Brüder Beach Camps – statt. Auch für die Jugendlichen des Heimatvereins TSV Ismaning bieten die Brüder-Spielerinnen Beachtrainings an.
Mit Auftritten im Fernsehen, im Radio und in den sozialen Medien versucht das Team dem Beachhandballsport mehr Präsenz zu verschaffen.